# 사후심
사후심(事後審)은 원심에 나타난 자료에 따라 원심 판결시를 기준으로 하여 원판결의 당부를 사후적으로 심사하는 심급을 말하며, 복심 및 속심과 구별되는 개념이다. 사후심의 특징은 심판의 대상이 원심판결에 한정되며, 피고사건의 새로운 심리 및 계속 심리를 내용으로 하지 아니하고 심리는 원심판결의 정당성의 비판이라고 하는 것에 한정된다. 또한, 간접심리가 원칙으로 새로운 자료에 대한 직접심리는 극히 예외적으로만 허용된다는 점을 들 수 있다. 심판은 원칙적으로 원심판결의 파기환송 및 상소기각에 한정되고 파기재판은 예외적으로만 허용된다.